# 北島東町
北島東町（きたじまひがしまち）は、大阪府門真市にある地名。丁番を持たない単独町名である。2020年5月現在、人口は0人である。

## 地理
門真市の南部に位置し、西と北に北島、東に千石西町、南に三ツ島と接している。

## 歴史
- 2018年(平成30年)12月1日 - 住居表示に伴い、大字北島の一部を分離し北島東町を設置[4]。

## 学区
市立小・中学校に通う場合、学区は以下の通りとなる（2018年12月時点）。
| 番・番地等 | 小学校           | 中学校             |
| ---------- | ---------------- | ------------------ |
| 全域       | 門真市立沖小学校 | 門真市立第二中学校 |

## 交通
- 国道1号

## その他

### 日本郵便
- 郵便番号 : 571-0018[2]（集配局：門真郵便局[6]）。